# Rajzos darázscincér
A rajzos darázscincér (Chlorophorus figuratus) a cincérfélék családjába tartozó, Eurázsiában honos, lombos fákon élő bogárfaj. 

## Megjelenése
A rajzos darázscincér testhossza 8-13 mm. Az előtor felülnézetben nagyjából kör alakú, a szárnyfedők oldalvonala a kidomborodó vállak után kb. kétharmadukig párhuzamos. Alapszíne fekete, de testét sűrű és bolyhos szőrök fedik, amik eltakarják alapskulptúrát (ez nagyon durván pontozva szemecskézett, teljesen fénytelen, keskenyebb, oldalt kevésbé kerekített). Az előtort a lesimuló szőrökön túl még felálló szőrök is borítják. A szárnyfedők vállán egy-egy hosszúkás, szürke folt található; ezt követi a pajzsocskától ívesen, meredeken hátrafutó élénkszürke csík; a középvonalon túl egy széles harántcsík, valamint a csúcs szürke foltja. 

## Elterjedése és életmódja
Eurázsiában honos, az Ibériai-félszigettől Kis-Ázsián és a Kaukázuson keresztül egészen az Urál déli részéig és Kazahsztánig. A Brit-szigetekről és Skandináviából hiányzik. Magyarországon a hegyvidékeken elterjedt, gyakori faj. 
Lárvája különféle lomblevelű fák (szil, tölgy, gesztenye, akác, nyír, nyár, fűz, különböző gyümölcsfák) elhalóban lévő vagy elszáradt ágaiban, vékonyabb törzsében él. Egy fában több nemzedék is élhet egymás mellett. Fejlődése két évig tart, majd tavasszal a fában bebábozódik. Az imágó májustól augusztusig rajzik. Nappal aktív, többnyire virágzó fákon, cserjéken, ernyősökön tartózkodik. 

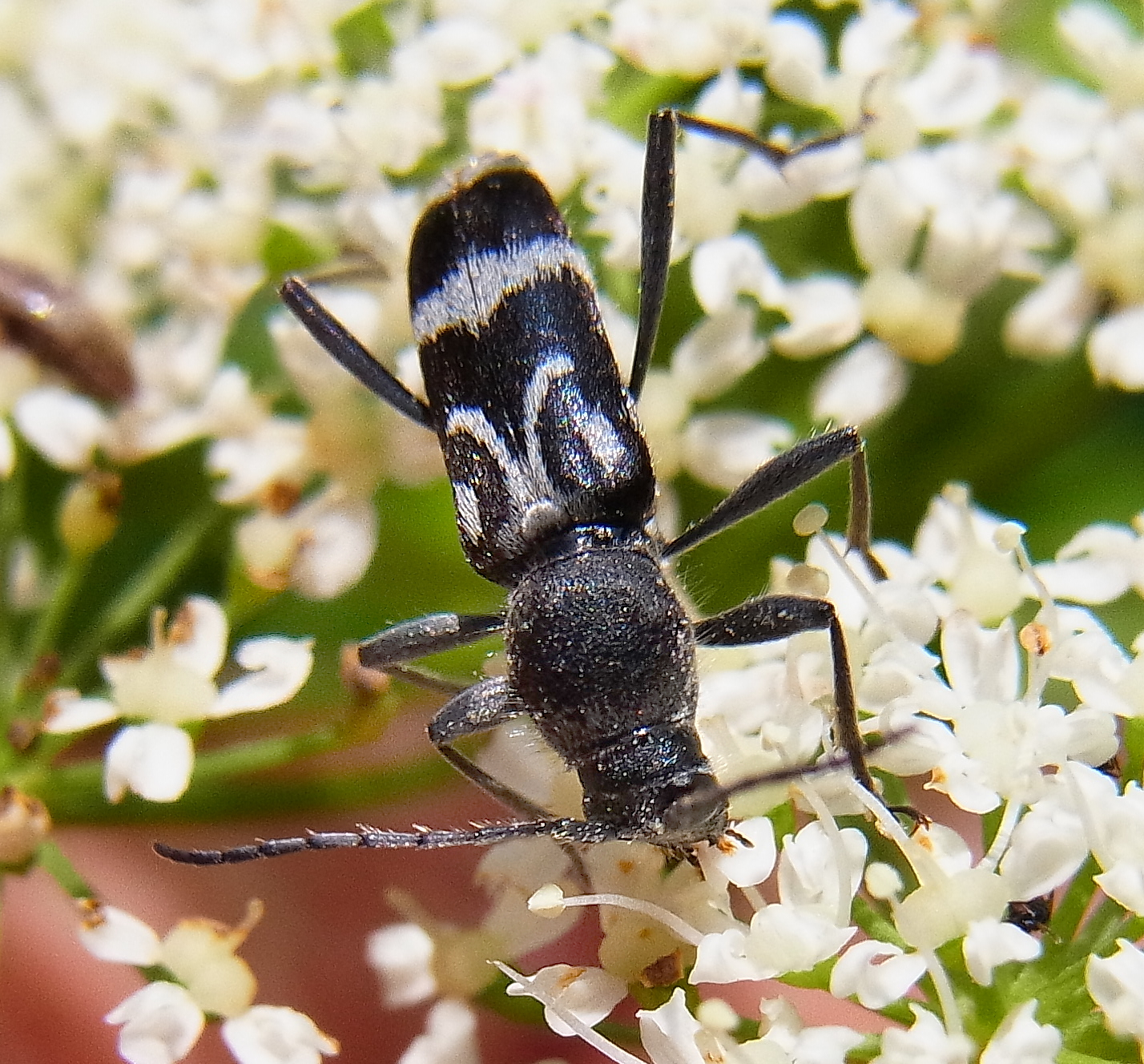
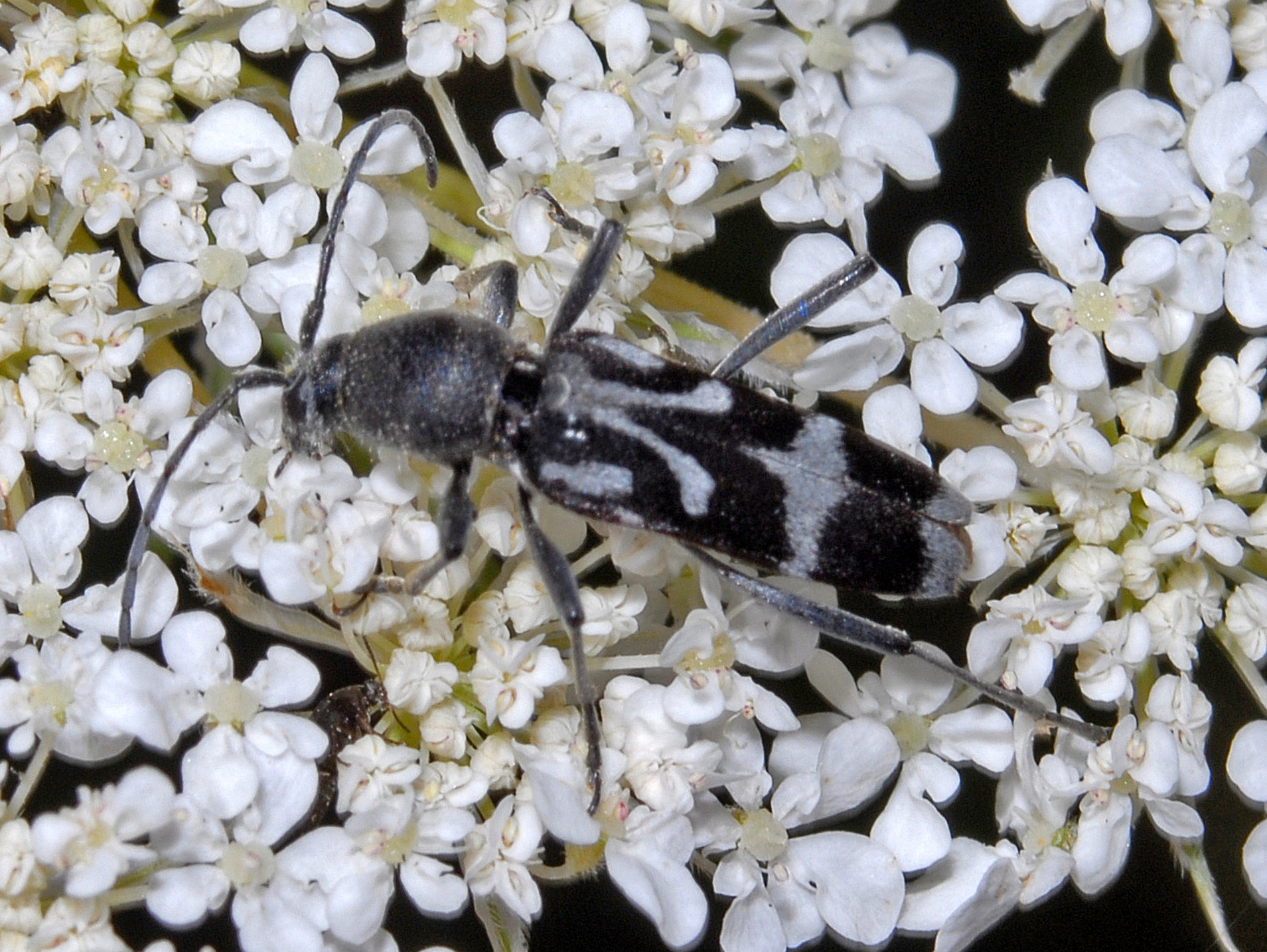
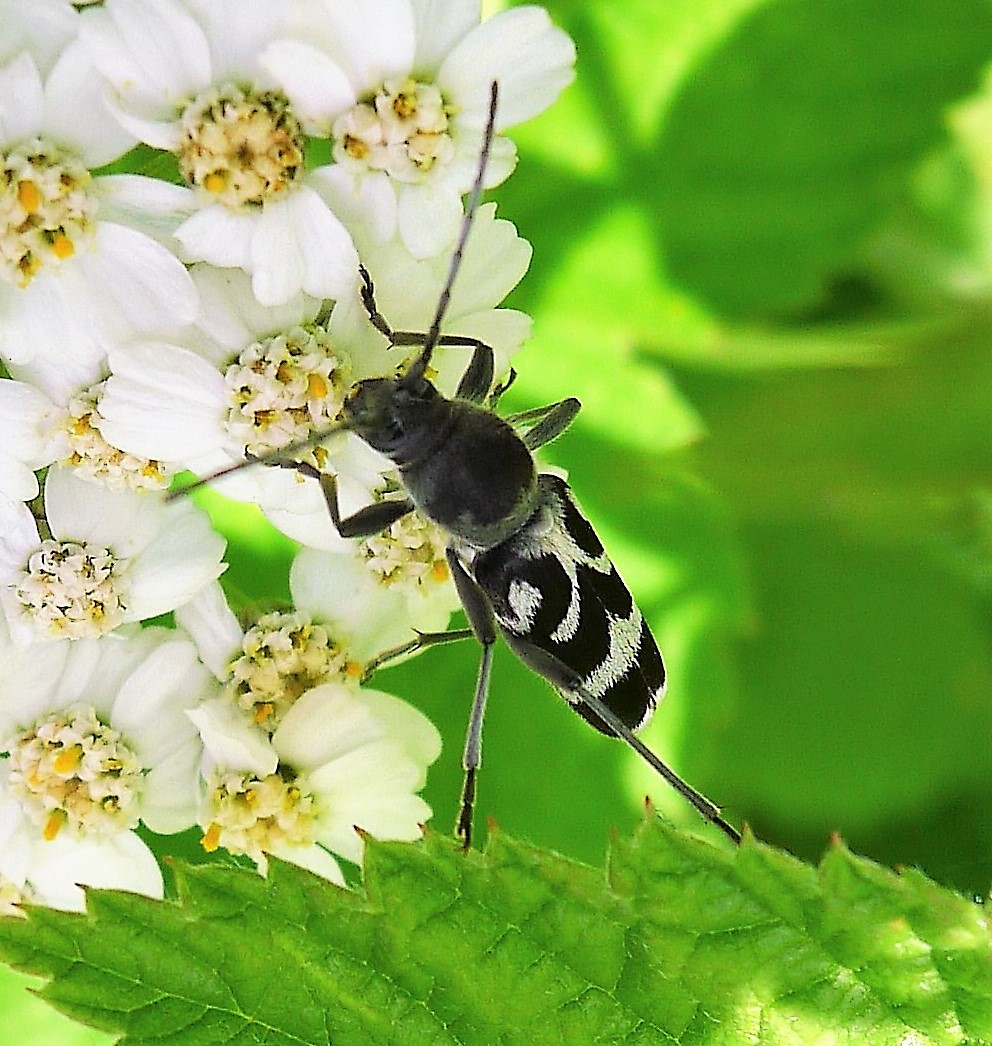
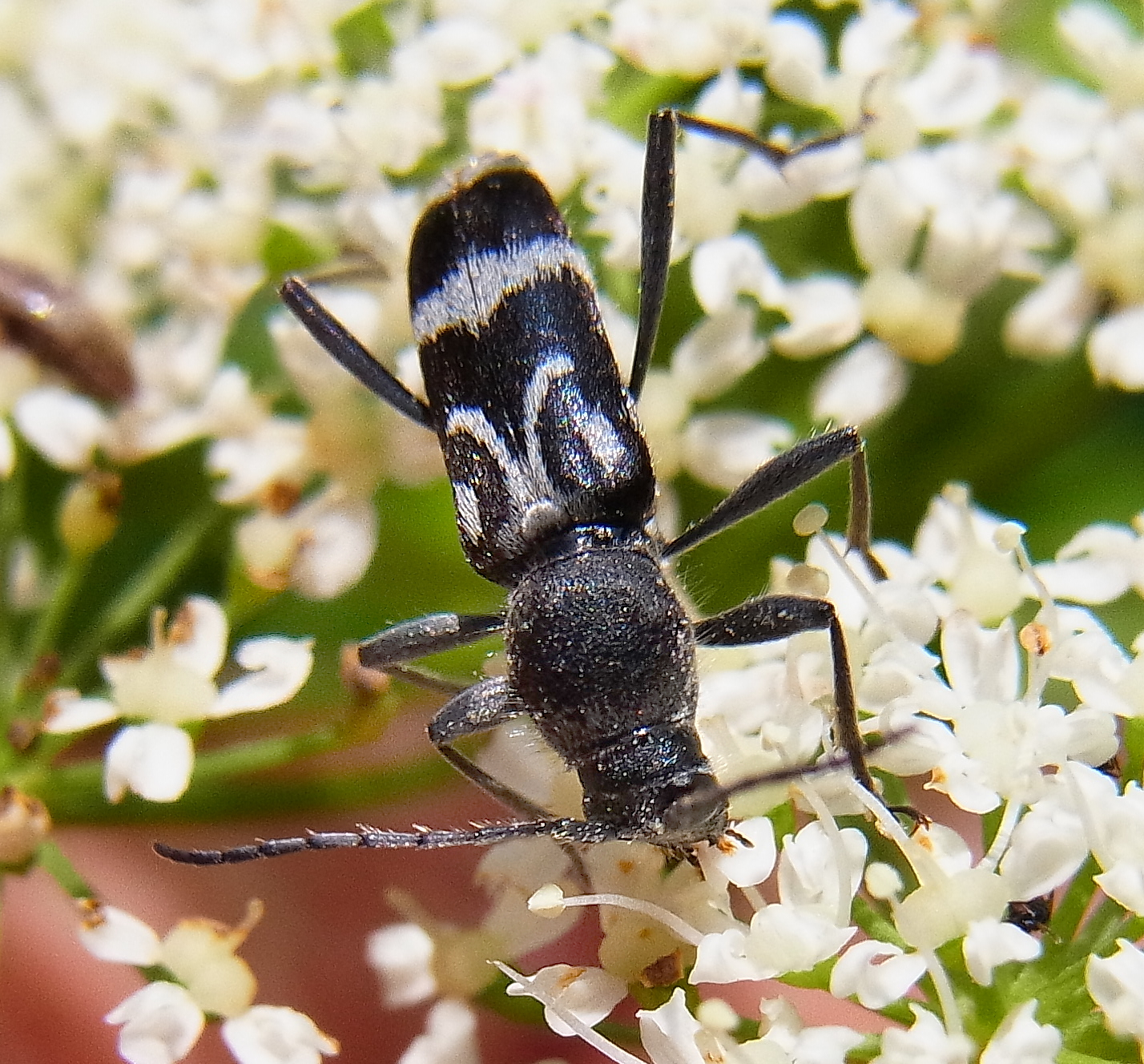
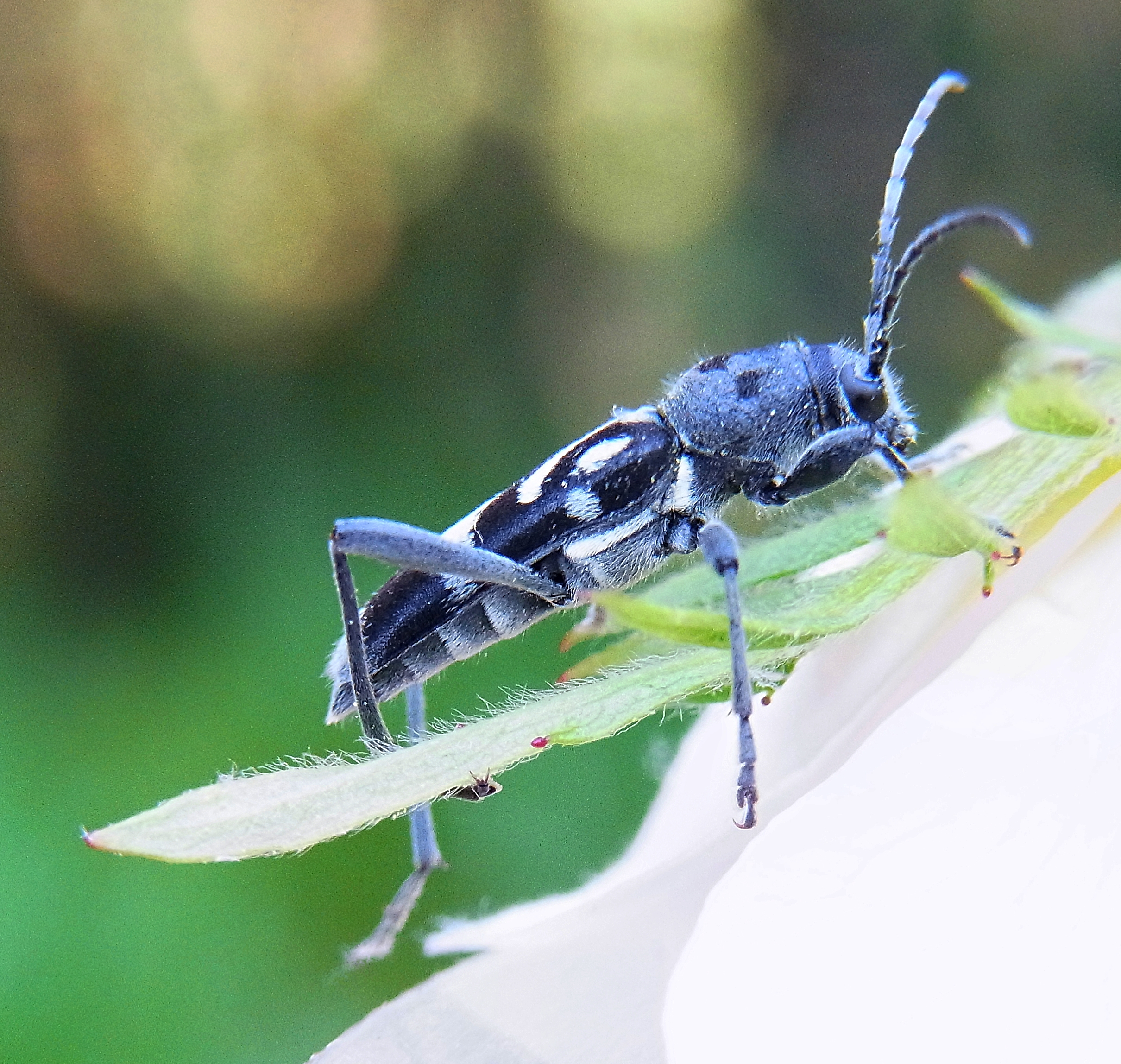

Magyarországon nem védett.